# Konrád Baltazar ze Starhembergu
Konrád Baltazar hrabě ze Starhembergu (německy Konrad Balthasar Graf von Starhemberg) (1612, Vídeň – 3. dubna 1687, Vídeň) byl rakouský šlechtic a politik. Po krátké službě v armádě působil ve státní správě a u dvora, nakonec byl dlouholetým místodržitelem v Dolních Rakousích (1663–1687). V roce 1643 byl povýšen na hraběte a v roce 1681 získal Řád zlatého rouna. Rozšiřoval rodový majetek v rakouských zemích a krátce vlastnil také panství Vranov nad Dyjí.

## Životopis

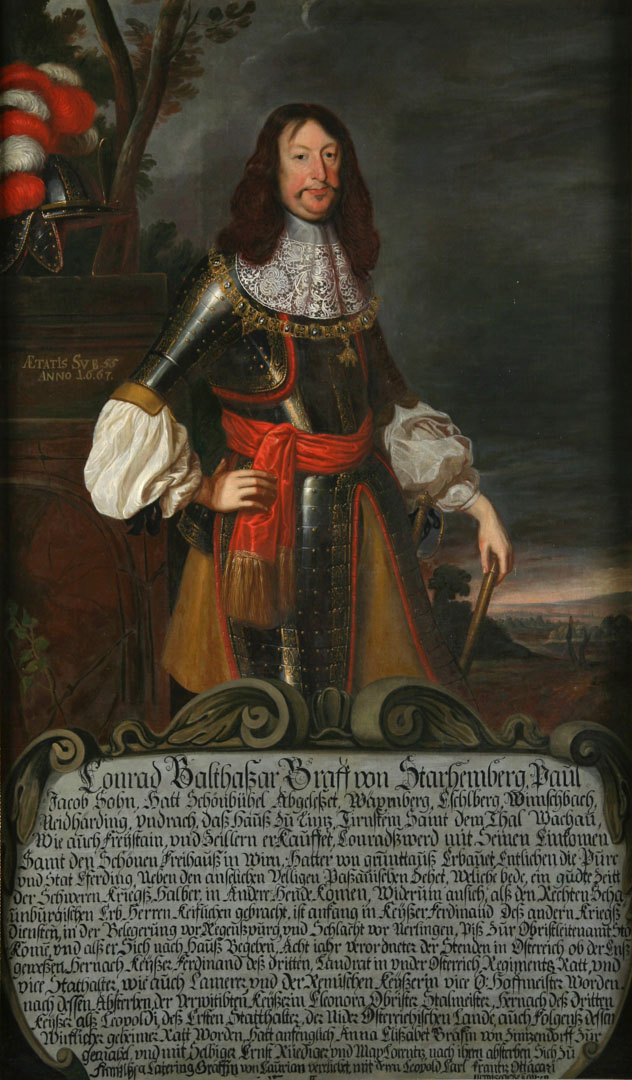
Portrét Konráda Baltazara ze Starhembergu, zámek Starhemberg v Eferdingu

Pocházel z rakouského šlechtického rodu Starhembergů, byl synem Pavla Jakuba ze Starhembergu (1560–1635), který byl tajným radou a diplomatem. Konrád měl celkem deset sourozenců, z nichž tři bratři a čtyři sestry zemřeli v dětství. Jedna ze sester Anna Marie (1600–1682) byla manželkou Ladislava Buriana z Valdštejna. 
Konrád byl nejprve důstojníkem císařské armády, bojoval v bitvě u Nördlingenu (1634), o rok později kvůli zranění vojsko opustil a začal se angažovat ve správě Dolních Rakous, kde byl od roku 1641 guberniálním radou. V roce 1643 byl povýšen do říšského hraběcího stavu. Od roku 1657 byl v Dolních Rakousích zástupcem místodržitele, téhož roku byl zároveň jmenován nejvyšším štolbou císařovny Eleonory Magdaleny, vdovy po Ferdinandovi III. V jejích službách se seznámil se svou druhou manželkou Kateřinou Františkou, rozenou z Cavriani (její otec byl Konrádovým předchůdcem na postu císařovnina nejvyššího štolby). V letech 1663–1687 zastával funkci místodržitele Dolních Rakous.
Vynikl především v době moru v roce 1679 a při přípravě obrany Vídně před Turky v roce 1683. V září 1665 byl spolu s Humprechtem Janem Černínem a maršálem Souchesem jmenován členem tajné rady a v roce 1681[zdroj?] obdržel Řád zlatého rouna. 
Přispěl také k rozšíření rodového majetku, mimo jiné koupil v roce 1666 zpět panství Eferding v Horních Rakousích zkonfiskované jeho rodině po roce 1620 (zdejší zámek Starhemberg byl později hlavním rodovým sídlem). V roce 1667 obdržel od císaře Leopolda I. souhlas k nakupování statků v Čechách. Již předtím v roce 1665 koupil Vranov nad Dyjí, kde prováděl stavební úpravy zámku, nakonec ale na základě soudního rozhodnutí z roku 1680 musel předat panství předbělohorským majitelům Althannům.

### Manželství a potomstvo
Byl dvakrát ženatý, jeho první manželkou byla Anna Alžběta z Zinzendorfu (1608–1659). Necelý půlrok po ovdovění se v roce 1660 podruhé oženil s Kateřinou Františkou z Cavriani (1640–1716), dcerou císařského dvořana hraběte Friedricha Cavrianiho. Kateřina Františka byla dvorní dámou císařovny Eleonory Magdaleny a v roce 1668 se stala jednou z prvních nositelek Řádu hvězdového kříže. 
Mezi Konrádovými syny z prvního a druhého manželství byl věkový rozdíl jedné generace. Nejstarší syn Arnošt Rüdiger (1637–1701) dosáhl v armádě hodnosti polního maršála a proslul především obranou Vídně před Turky v roce 1683. Vysokých hodností v armádě dosáhl také jeho mladší bratr Maxmilián Lorenc (1640–1689). Z druhého manželství pocházel syn František Otakar (1662–1699), který byl vyslancem ve Švédsku (1690–1699). Nejmladší syn Gundakar Tomáš (1663–1745) byl významným strůjcem finanční politiky habsburské monarchie první poloviny 18. století.
Konrádův vzdálený bratranec Jindřich Vilém (1593–1675) byl dlouholetým nejvyšším maršálkem císařského dvora a v roce 1643 byl též povýšen na říšského hraběte.